# Ritratto di Giuliano de' Medici (Botticelli Washington)
Il Ritratto di Giuliano de' Medici è un dipinto a tempera su tavola (75,6x52,6 cm) di Sandro Botticelli, databile al 1478-1480 circa e conservato nella National Gallery of Art di Washington.
Esistono tre versioni di questo dipinto: una conservata a Berlino, una a Bergamo e una a Washington.

## Storia
Giuliano de' Medici era il fratello minore di Lorenzo il Magnifico, ucciso durante la Congiura dei Pazzi che nel 1478 tentò di estirpare il dominio mediceo da Firenze con l'aiuto di papa Sisto IV e di altri principi italiani, fallendo però per il popolo fiorentino che si strinse al suo signore.
Botticelli venne chiamato subito dopo la congiura a dipingere le effigi dei congiurati condannati in contumacia come impiccati, da appendere alle mura di palazzo Vecchio, lato porta della Dogana. Sicuramente Botticelli dipinse anche un ritratto di Giuliano, almeno uno sicuramente quando era in vita, e forse uno o più di uno dopo la morte, ispirandosi alla maschera funebre (come farebbero pensare le palpebre abbassate) e ad altre effigi. Numerosi personaggi infatti potevano aver richiesto un ritratto del giovane ucciso per poterlo ricordare.
Le tre versioni che si sono conservate sono tutte di discussa autografia e il dibattito su quale sia il prototipo delle altre non è giunto a conclusioni pienamente condivise. Ciò è dovuto allo stato non ottimale della superficie pittorica, che non permette una valutazione sicura.

## Descrizione e stile

### Composizione
Il ritratto di Washington è quello di maggiori dimensioni e il più ricco di particolari. Alcuni lo indicano come il primo della serie, altri come un'opera intermedia, nata per accrescimento a partire da quello di Bergamo o da un prototipo comunque perduto.
Mostra il busto di Giuliano sullo sfondo di una finestra con un'anta aperta e una chiusa, con in primo piano una cornice lapidea che lo isola, su cui è poggiata su un rametto secco, una tortora. 
Come negli altri, Giuliano è rappresentano di tre quarti, con la testa molto girata verso destra che la rende quasi di profilo. La fronte è solcata al centro, il naso appuntito, la capigliatura riccia, scura e folta, il mento poco pronunciato, il labbro superiore sottile e quello inferiore carnoso, gli occhi guardano malinconicamente verso il basso.
Il vestito è quello della ricca borghesia dell'epoca, con una mantella rossa bordata di pelliccia, e una camicia bruna della quale si vedono le maniche. La fisionomia appare piegata alla creazione di un'effigie dotata di un'altera consapevolezza di sé.
Tutto lascia pensare che si tratti di un ritratto post mortem, eseguito forse con l'aiuto di una maschera funeraria. È possibile ipotizzare che a commissionare il ritratto sia stato Lorenzo il Magnifico, per commemorare la figura dello sfortunato fratello, perciò dopo il 1478.

### Significato simbolico
La tortora poggiata sull ramoscello secco potrebbe simboleggiare la morte prematura del giovane Medici. La finestra mezza aperta e mezza chiusa è un tipico simbolo di passaggio dalla vita alla morte, secondo il pensiero della scuola neoplatonica.